# 駱文捷
駱文捷（英語：April Lok，1987年10月7日—），前香港新聞從業員，前互動新聞台高級主播。

## 個人簡介
駱文捷早年就讀香港培道中學，後畢業於香港城市大學。2009年大學畢業後她任職有線娛樂新聞台主持，其後2011年入職亞視新聞擔任記者及主播。於2012年轉投ROADSHOW負責資訊性節目及網站有關新聞的內容。
2013年12月轉投無綫新聞成為無綫新聞台及無綫互動新聞台主播，間中兼任《中華掠影》節目主持。
2015年，駱文捷開始主持新聞提要及天氣報告，並升任為高級主播。2016年開始擔任星期日香港早晨主播。
2017年7月28日，駱文捷離開無綫電視。2020年4月12日，自行宣佈懷孕。同年8月底誕下女兒。
2021年，駱文捷加入有線電視財經資訊台， 擔任城市創科大挑戰特約:市場脈搏主持。
2022年，駱文捷在鄭萃雯擔任主持的香港電台第一台節目《大氣候》替假；之後在鄭萃雯回歸後亦不時回來客串。

## 相關事件
2017年1月8日，駱文捷在報道一宗國際新聞時舌頭打結，不慎將墨西哥城市瓜達拉哈拉說成類似髒話的「瓜達啦X啦」。
2017年4月17日，駱文捷與鄧翊几結婚。2020年4月12日宣布懷孕，同年8月底誕下女兒。

## 外部連結
- 駱文捷的Facebook專頁
- 駱文捷的Instagram帳戶
- 駱文捷的新浪微博